# 林玉鳳
林玉鳳（葡萄牙語：Agnes Lam Iok Fong，1972年3月7日—），曾任澳門立法會直選議員、資深傳媒人、學者、作家和教授，她亦是河北省政協以及澳門行政長官選舉委員會委員。

## 生平

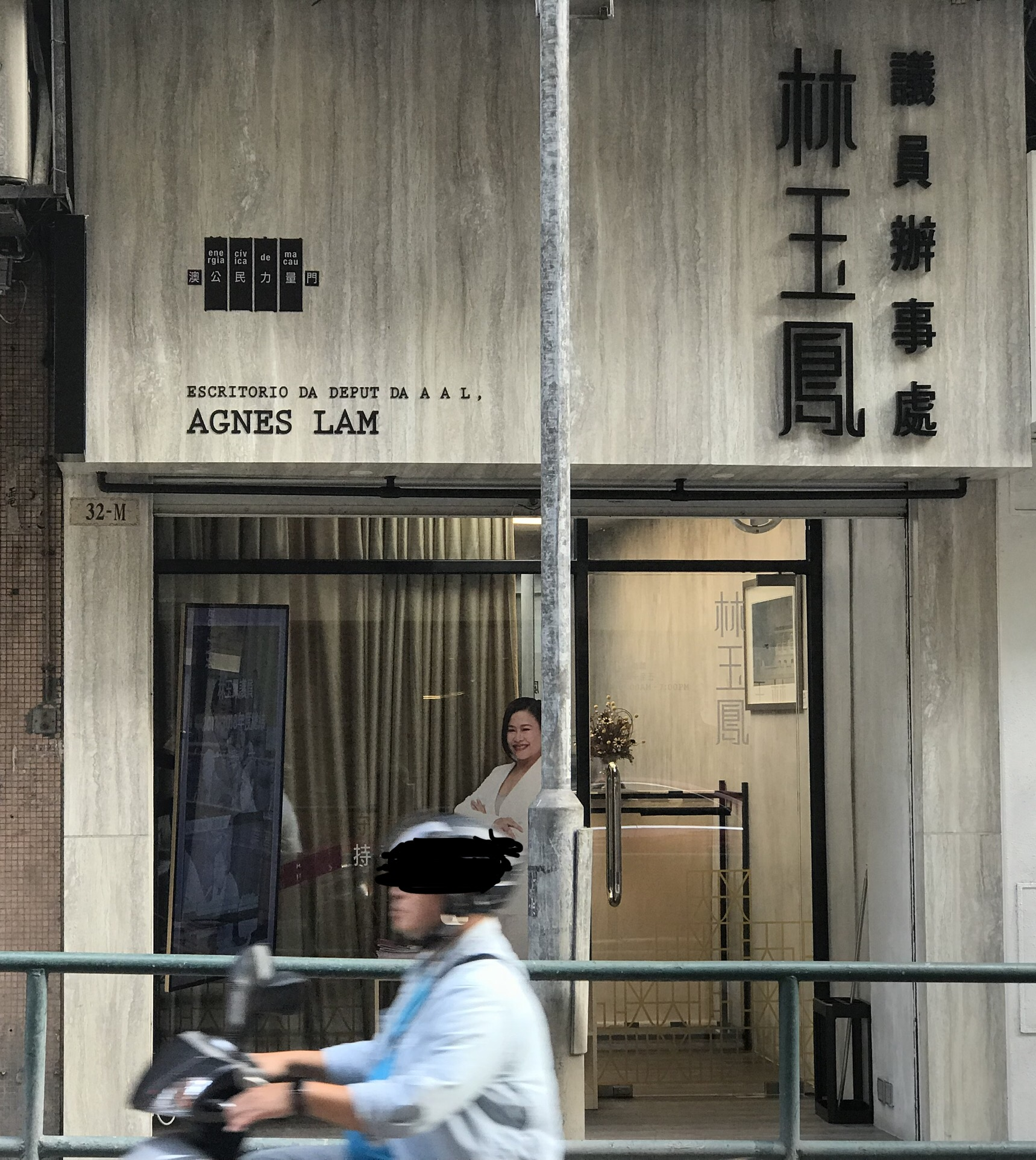
林玉鳳的議員辦事處

林玉鳳祖籍廣東潮陽，出生於澳門，成長於東花地瑪堂區（黑沙環馬場、台山和關閘）一帶。在澳門大學主修中文傳意，取得文學士學位，於中國人民大學取得法學碩士（新聞學）學位，在中國人民大學取得哲學博士（新聞學）學位。
林玉鳳1992年底開始任職澳門廣播電視有限公司節目部主持，1994年7月至1997年8月，於澳門廣播電視有限公司任職新聞記者及新聞節目主持，1997年9月起在澳門大學任教，曾長期出任新聞與公共傳播課程主任，曾獲選為中國王寬誠基金會青年學者，英國劍橋大學克萊爾學堂(Clare Hall)訪問學者，2017年7月出任澳門大學澳門研究中心代主任，至2018年8月起升為主任。
自1990年代起曾為多份報紙雜誌的專欄作家，《新生代》月刊社長。曾擔任澳門廣播電視有限公司時事評論節目《風火台》、澳門蓮花衛視Call in節目澳門開講以及澳門電台時事節目《縱橫天下》嘉賓主持。
2008年，澳門公民力量成立，她任職理事長。2009年宣布以「公民監察」名義參選立法會選舉，得5329票，未有取得議席。2013年起出任澳門公民力量會長至今。2017年9月當選立法會議員。2021年，林玉鳳尋求連任立法會議員失敗，得3729票，未取得議席。

## 學術成就
在歷史定位上，早期的學術界普遍認為1822年創刊的《蜜蜂華報》擁有「三個第一」的定論，分別為「中國領土上出版的第一份近代報紙」、「澳門歷史上第一份報紙」和「外國人在中國領土上創辦的第一份報紙」，然而有學者如澳門歷史學家湯開建和林玉鳳對相關說法表示懷疑。2015年，林玉鳳提出新理據，指出目前可證的澳門第一份報章應是比《蜜蜂華報》早15年於1807創刊的《消息日報》（葡萄牙語：Diário Noticioso），認為《蜜蜂華報》的歷史定位應該修正為「目前可找到原件的在澳門出版的第一份報章」和「1820年葡萄牙立憲派革命以後在澳門出版的首份報刊」。

### 爭議事件
2010年6月3日，澳廣視編輯曹永賢在由澳廣視策略發展工作小組召集的第三場公聽會上點名指控林玉鳳於去年選舉期間干預新聞自由。曹永賢指林玉鳳不滿澳廣視記者高蓮敏在選舉期間問及她有關官委議員的傳言，並立即致電澳廣視總監投訴此事，涉嫌干預新聞自由。同年6月6日，林玉鳳發表聲明反駁曹永賢的指控，強調她爭取的，只是公平報導。林玉鳳認為，該名記者問及她是否因為求官不遂而參選議員本質等同散佈謠言，因為該「傳言」本身就不符事實，亦沒有「沒有確切可信的『爆料』來源（包括見諸文字的網上言論），在公開場合提問本身已等同在散佈傳言」。曹永賢翌日亦於網上發表聲明，指傳言有多個消息來源，並非片面之詞，他質疑林玉鳳為何不把握機會在鏡頭前回應事件而訴諸澳廣視高層。

## 社會公職
- 澳門特別行政區行政長官選舉委員會委員（2014年至今）
- 中國河北省政協
- 中華全國青年聯合會澳門區特邀常任委員（1996年至今）[7]
- 澳門筆會副理事長（2001年至今）
- 澳門青年聯合會副會長[8]
- 澳門特別行政區政府婦女事務委員會委員 （2005-）[9][10]
- 澳門特別行政區政府舊區重整諮詢委員會委員 （2005-）[11][12]
- 澳門中華文化交流協會副理事長 （2005年至今）[13]

## 著作
- 《中國近代報業的起點──澳門新聞出版史（1557-1840）》[14]
- 文集《澳門，一覺醒來又四年》（2013，澳門日報出版社出版）
- 散文集《一個人影，一把聲音》（2004，澳門日報出版社出版）
- 詩集《詩·想》（2007）
- 詩集《忘了》（1999，中國文聯出版社）
- 詩集《假如你愛上了我》（1997，澳門五月詩社出版）
- 詩合集《鏡海妙思》（1994，澳門五月詩社出版）

## 媒體節目

### 曾主持節目
- 澳廣視晚間新聞
- 《澳視新聞檔案》
- 一二三事件30周年特輯（1996年12月）

### 嘉賓參與
- 《澳視新聞檔案》(2011，澳門廣播電視有限公司)
- 《人在澳門》(2011，澳門蓮花衛視)
- 《風火台》(2011-2013，澳門廣播電視有限公司)
- 《澳門論壇》(2011，澳門廣播電視有限公司)
- 《公民圓桌》座談會(2010-2013，澳門公民力量)